# Tony Särkkä
Tony Särkkä (geboren am 15. Dezember 1972 in Stockholm, Schweden; gestorben am 8. Februar 2017), besser bekannt unter seinem Pseudonym IT, selten IT Särkkä, war ein schwedischer Multiinstrumentalist mit Zigeuner-, finnischer und indianischer Abstammung. Er war der kreative Kopf hinter den Black-Metal-Bands Abruptum, Ophthalamia, Vondur und War. 1998 verkündete er seinen Ausstieg aus der Black-Metal-Szene. 2001 gründete er stattdessen die Band 8th Sin.

## Leben
Um 1983 gründete Särkkä im Alter von elf Jahren seine erste Band Witches Sabbath. 1988 nahm er das Pseudonym „IT“ an und gründete zusammen mit Jim „All“ Berger das Projekt Abruptum, das Black Metal und Death Industrial vermischt. Im Jahr darauf gründeten sie die Band Ophthalamia, in der auch ITs Freundin Alexandra „Axa“ Balogh mitspielte. Außerdem war er Sänger der Thrash-Metal-/Crossover-Band Brejn Dedd, an der auch Dan Swanö beteiligt war. 1990 gründete IT die True Satanist Horde, der auch norwegische Szenemitglieder angehörten.
1991 stieg Morgan „Evil“ Håkansson von Marduk bei Abruptum ein. Zusammen entstand das erste Album Obscuritatem advoco amplectère me, das lediglich aus zwei Liedern mit je 25 Minuten Spielzeit bestand, sowie das zweite Album In Umbra Malitiae Ambulabo, in Aeternum in Triumpho Tenebrarum, das lediglich einen 60-minütigen Track umfasste. Beide erschienen über Deathlike Silence Productions, das Label von Oystein „Euronymous“ Aarseth. Nach der Ermordung von Euronymous durch Varg Vikernes war Abruptum daher auch auf dem Tribut-Sampler Nordic Metal – A Tribute to Euronymous vertreten. 1997 verließ er Abruptum und überließ das Projekt Håkansson.
Parallel zu Abruptum entstand die Band Ophthalamia, die bis 1998 bestand und mehrere Alben veröffentlichte. 1993 gründete Särkkä mit All außerdem das Sideprojekt Vondur, außerdem gründete er mit David „Blackmoon“ Parland die Black-Metal-Supergroup War und beteiligte sich an ihrer EP. Neben seinen eigenen Band-Tätigkeiten ist IT auf Dissections Album Storm of the Light’s Bane sowie Marduks Opus nocturne als Gastsänger zu hören.
1997 verließ IT die Black-Metal-Szene. Er verbrachte mehrere Jahre in Asien und gründete um 1999/2000 nach seiner Rückkehr mit Michael Bohlin die Band 8thSin, die Nu Metal, Groove Metal und Synth Rock vermischt. Der Name der Band steht für die Vereinigung der sieben Todsünden zu einer; die achte Sünde repräsentiert die Sünde, die Sünden zu erschaffen. Die Band veröffentlichte zwischen 2004 und 2013 drei Alben über Black Lodge.
Am 14. Februar 2017 veröffentlichte Särkkäs Schwester „Desire“ einen Facebook-Post über den Account ihres Bruders, in dem sie von Särkkas Tod berichtete. Entgegen der ersten Berichte ist das Datum des Facebook-Kommentars nicht sein Todesdatum. Särkkä starb am 8. Februar 2017, wie seine Schwester später richtigstellte. Sie verwaltet seitdem seinen musikalischen Nachlass. Seine Todesursache ist bisher unbekannt. In den Jahren vor seinem Tod arbeitete er an seiner bisher unveröffentlichten Autobiografie, die er 2010 ankündigte, wohl in dem Bewusstsein bald zu sterben.

## Weiteres
Tony Särkkä verstand sich in den 1990ern als Satanist und stilisierte sich gerne mit seinen Band-Kollegen als wahrer satanischer Untergrund Schwedens. Unter anderem äußerte er Anfang der 1990er Sympathie für die verschiedenen Kirchenbrandstiftungen, die von Teilen der norwegischen Szene begangen wurden. Tatsächlich nahm er den Satanismus ernst. So gründete er den satanischen Zirkel The True Satanist Horde, der einige Jahre Bestand hatte. Tony Särkkä kündigte außerdem mehrfach an, den Tod von Euronymous zu rächen. So gab er an, er habe die Band War 1995 nur gegründet, um Geld für einen Auftragsmord an Varg Vikernes zu sammeln. Nach seinem Abschied aus der Metal-Szene fiel er vom Satanismus ab und bezeichnete sich bis zu seinem Tod als areligiös.

## Diskografie
Mit Brejn Dedd
- 1988: The First Demo (Demo)
- 1988: Ugly Tape (Demo)
- 1989: Born Ugly (Demo)

mit Abruptum
- 1990: Hextum Galaem Zelog (Demo)
- 1990: The Satanist Tunes (Demo)
- 1991: Evil (7"-EP)
- 1991: Orchestra of Dark (Demo)
- 1993: Obscuritatem advoco amplectère me
- 1994: In umbra malitiae ambulabo, in aeternum in triumpho tenebraum
- 1995: De profundis mors vas cousumet auf Nordic Metal – A Tribute to Euronymous
- 1995: Evil Genius
- 1996: Vi sonus veris nigrae malitiaes

Mit Incision
- 1991: Perverted Possessions (Demo)

Mit Ophthalamia
- siehe Ophthalamia#Diskografie

Mit Vondur
- siehe Vondur#Diskografie

mit Marduk
- 1994: Opus nocturne (Text zu Opus nocturne)
- 1996: Heaven Shall Burn… When We Are Gathered (Texte zu Darkness It Shall Be und Dracul va Domni Din Nou in Transilvania)

mit Dissection
- 1995: Storm of the Light’s Bane (Text zu Unhallowed zusammen mit Jon Nödtveidt; Hintergrundgesang bei Soulreaper)

mit War
- 1997: Total War (EP)

mit Eibon
- 1997: The Garden of Theophrastus (Text zu In the Stream of Undaunted Vile Desire)

Mit 8th Sin
- 2004: Sinners Inc. (Black Lodge Records)
- 2005: Angelseed & Demonmilk (Black Lodge Records)
- 2013: Cosmogenesis (Soulseller Records)